# Ris-Orangis
Ris-Orangis je južno predmestje Pariza in občina v osrednjem francoskem departmaju Essonne regije Île-de-France. Leta 1999 je naselje imelo 24.436 prebivalcev.

## Geografija
Naselje leži v osrednji Franciji ob reki Seni, 4 km severozahodno od Évryja in 23 km od središča Pariza.

## Administracija
Ris-Orangis je sedež istoimenskega kantona, del okrožja Évry.

## Zgodovina
Občina Ris-Orangis je bila ustanovljena leta 1793 z združitvijo predhodnjih, Risa in Orangisa.

## Zanimivosti
- Château de Fromont,
- Kulturni center Robert Desnos.

## Pobratena mesta
- Salfeet (Palestina),
- Tel-Mond (Izrael).